# Feldbrunnen-Sankt Niklaus
Feldbrunnen-Sankt Niklaus es una comuna suiza del cantón de Soleura, situada en el distrito de Lebern. Limita al noroeste y norte con la comuna de Rüttenen, al este con Riedholz, al sur con Zuchwil y al suroeste con Soleura.

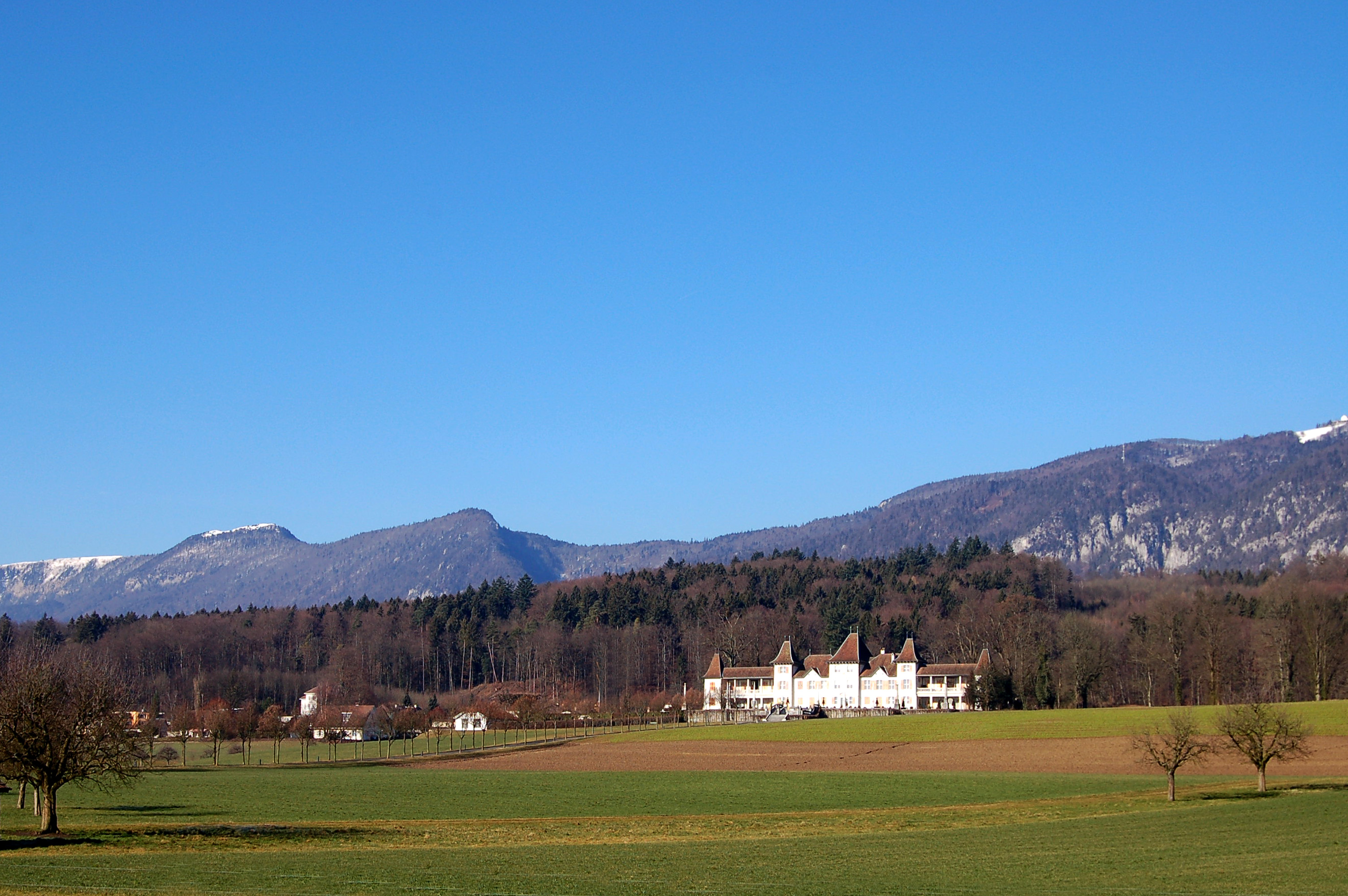
Castillo de Waldegg.